# Colotis rogersi
Colotis rogersi is een vlindersoort uit de familie van de Pieridae (witjes), onderfamilie Pierinae.
Colotis rogersi werd in 1915 beschreven door Dixey.